# Karen Kavalerjan

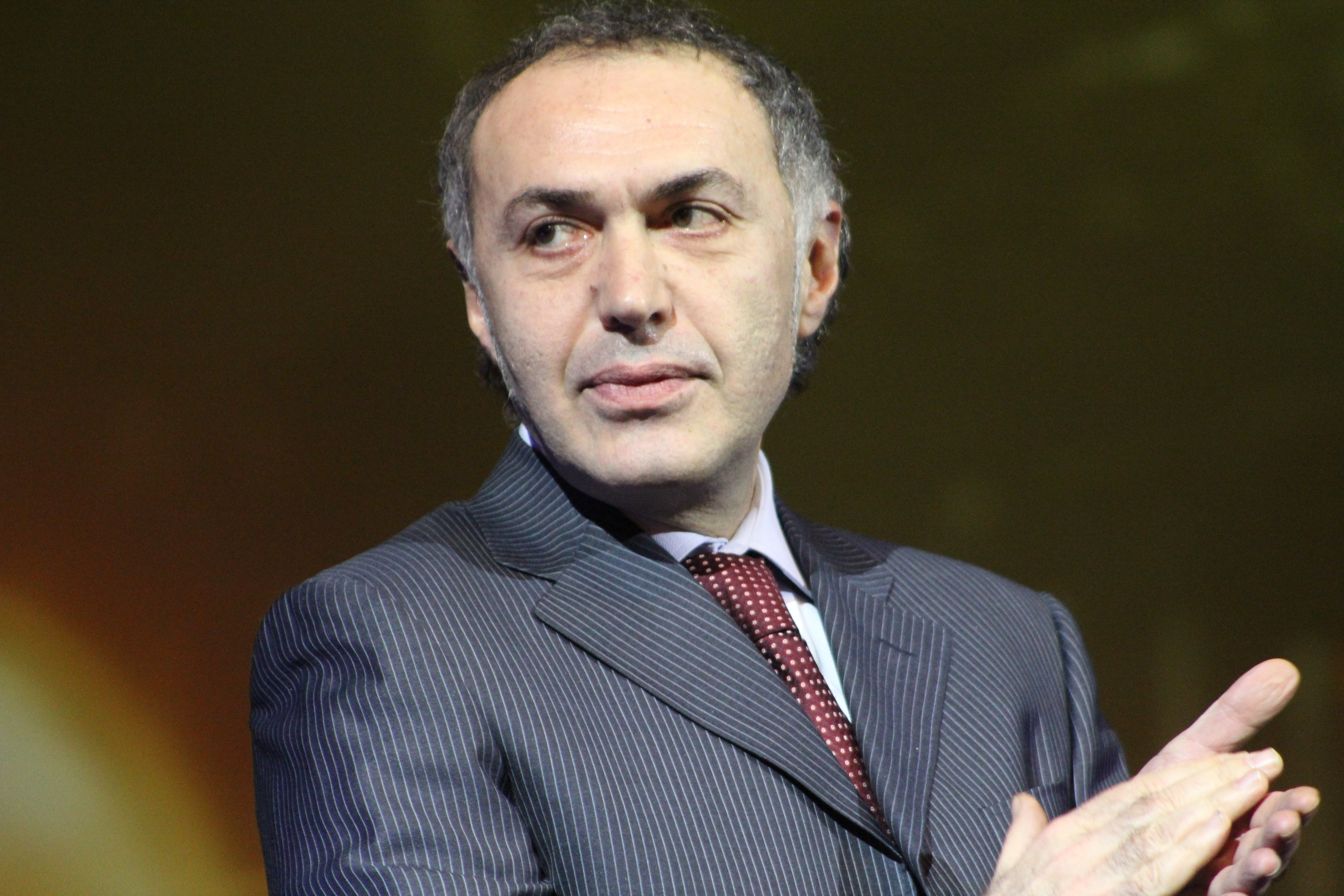
Karen Kavalerjan

Karen Kavalerjan (Moskou, 5 juni 1961) is een Russisch tekstdichter van Armeense afkomst. Hij heeft voor vijf verschillende landen de teksten van liedjes geschreven voor het Eurovisiesongfestival (Stand 2013: Rusland, Wit-Rusland, Armenië, Oekraïne en Georgië). Dit is een record.
Kavalerjan wordt door velen de beste Russische tekstdichter genoemd; zijn werk is 27 keer genomineerd voor het 'beste lied van het jaar' in Rusland en hij is tevens de auteur van de officiële hymne van de Olympische Winterspelen in 2014.
Kavalerjan heeft meer dan 700 liedteksten geschreven. Ook zijn zoon, Artjom Kavalerjan, is tekstdichter.

## Eurovisiesongfestivalliedjes
| Land        | Jaar | Lied                | Artiest          | Plaats | Punten | Componist         |
| ----------- | ---- | ------------------- | ---------------- | ------ | ------ | ----------------- |
| Rusland     | 2002 | "Northern Girl"1    | Premjer Ministr  | 10     | 55     | Kim Breitburg     |
| Rusland     | 2006 | "Never Let You Go"2 | Dima Bilan       | 2      | 248    | Alexander Lunjov  |
| Wit-Rusland | 2007 | "Work Your Magic"   | Dmitri Koldoen   | 6      | 145    | Philipp Kirkorov  |
| Armenië     | 2007 | "Anytime You Need"3 | Hayko            | 8      | 138    | Hayko             |
| Oekraïne    | 2008 | "Shady Lady"        | Ani Lorak        | 2      | 230    | Philipp Kirkorov  |
| Georgië     | 2008 | "Peace Will Come"   | Diana Goertskaja | 11     | 83     | Kim Breitburg     |
| Armenië     | 2010 | "Apricot Stone"     | Eva Rivas        | 7      | 141    | Armen Martirosjan |
| Oekraïne    | 2013 | "Gravity"           | Zlata Ohnevitsj  | 3      | 214    | M. Nekrosov       |

1 = geschreven samen met Evgene Fridlyand & Irina Antonyan

2 = geschreven samen met Irina Antonyan

3 = geschreven samen met Hayko (Armeens gedeelde)
- MusicBrainz: 5d1f46d4-114c-4c66-b89c-b027f6dbc008
- Virtual International Authority File: 359149106202868491603